# Kampelita
La kampelita és un mineral de la classe dels fosfats. Rep el nom en honor de l'enginyer de mines rus Felix Borisovich Kampel, per la seva contribució al desenvolupament de tecnologies d'explotació minera i de processament de minerals complexos de magnetita-apatita-baddeleyita del dipòsit de Kovdor.

## Característiques
La kampelita és un fosfat de fórmula química Ba₃Mg₁.₅Sc₄(PO₄)₆(OH)₃(H₂O)₄. Va ser aprovada com a espècie vàlida per l'Associació Mineralògica Internacional l'any 2016, sent publicada per primera vegada el 2017. Cristal·litza en el sistema ortoròmbic. La seva duresa a l'escala de Mohs és 1.
L'exemplar que va servir per a determinar l'espècie, el que es coneix com a material tipus, es troba conservat a les col·leccions del museu mineralògic de la Universitat Estatal de Sant Petersburg, a Sant Petersburg (Rússia), amb el número de catàleg: 1/19660.

## Formació i jaciments
Va ser descoberta a la mina Kovdor Zheleznyi, situada al massís de Kovdor, dins l'óblast de Múrmansk (Rússia), tractant-se de l'únic indret de tot el planeta on ha estat descrita aquesta espècie mineral.